# Michael Imperioli
 Michael Imperioli (Mount Vernon, New York, 1966. március 26. –) Primetime Emmy-díjas olasz származású amerikai színész, forgatókönyvíró, rendező és producer. 
Legismertebb szerepe Christopher Moltisanti az HBO Maffiózók című sorozatából, mely alakításért Emmy-díjat kapott 2004-ben. Nick Falco nyomozó szerepében feltűnt az Esküdt ellenségek sorozatban is. A 2008-2009-es televíziós évadban az Élet a Marson című műsor Ray Carling nyomozóját alakította. Az ABC Detroit 1-8-7 című sorozatában Louis Fitch detektív szerepében volt látható. Első nagyjátékfilmjét (melynek forgatókönyvírója és rendezője is volt), a The Hungry Ghosts-ot 2009-ben a Rotterdami Nemzetközi Filmfesztivál nyitónapján is bemutatták.

## Fiatalkora
Az olasz származású Imperioli Mount Vernon-ban született Dan Imperioli, egy buszsofőr és Claire Imperioli, amatőr színésznő fiaként. Általános iskolai tanulmányait a Mount Vernon-i Lincoln School-ban végezte, majd a Yonkers-i Sacred Heart középiskolában érettségizett 1983-ban.

## Pályafutása
Filmes karrierjének első nagy állomása Martin Scorsese Nagymenők című filmjében volt, amelyben egy, a maffiához csapódott kölyköt alakított, akit végül Tommy DeVito (Joe Pesci) megöl. A filmben nyújtott alakítására David Chase is felfigyelt, és évekkel később beválogatta a Maffiózók szereplői közé, ahol több egykori „Nagymenős” színésszel (Lorraine Bracco, Frank Vincent, Tony Sirico, Vincent Pastore)  dolgozhatott együtt.
Leghíresebb szerepe Christopher Moltisanti az HBO Maffiózók című sorozatából, amely alakításáért két Golden Globe-jelölést és öt Emmy-jelölést kapott. 2004-ben pedig megkapta a legjobb férfi mellékszereplőnek járó Emmy-díjat a drámai tévésorozat kategóriában.
A Maffiózók egyik főszerepe mellett számos filmben játszott. Többek között szerepelt a Dzsungelláz, Bad Boys – Mire jók a rosszfiúk?, Egy kosaras naplója, Nepperek, Halott pénz, Kőkemény diri, Én lőttem le Andy Warholt, Az utolsó emberig, Cápamese, High Roller: The Stu Ungar Story és Egy sorozatgyilkos nyara című alkotásokban is. Utóbbi film egyik producere és forgatókönyvírója is volt egyben. A Maffiózók stábját nem csak színészként erősítette, hanem több epizód forgatókönyvét is ő írta.
Feleségével közösen megvásároltak egy kis Broadway-en kívüli színházat, melyet „Studio Dante” név alatt működtettek. A 2003-ban megnyílt színház támogatói között megtalálható volt Edie Falco, Jesse L. Martin, Steve Buscemi, Julianna Margulies, Piper Perabo, Aidan Quinn és Sam Rockwell is. 2010-ben Imperioliék bezárták a színházat, és eladták az épületet.
Imperioli énekes-gitárosként a „La Dolce Vita” rockegyüttesben is játszik.
Imperioli aktív tagja az Amerikai Dzsessz Alapítványnak (Jazz Foundation of America), és 2009-ben a szervezet éves jótékonysági koncertjének is házigazdája volt. A híres Apollo Színházban tartott 20. születésnapi koncert az „A Great Night in Harlem” (Magyarul: Egy nagyszerű este Harlemben) címet viselte.
2010-ben leszerződött az ABC Detroit 1-8-7 című krimisorozatának főszerepére. A sorozat azonban csak egy évadot ért meg.
2011-ben Gabriele Tinti író New York Shots című könyvének egyik részletében (Pride) is közreműködött, majd 2011-ben az író The Way of the Cross című művének felolvasásán is közreműködött a Queens-i Művészeti Múzeumban (Queens Museum of Art).
2014-ben 11 epizód erejéig a Kaliforgia című sorozatban is látható volt.
Ugyancsak 2014-ben megnyerte a Chopped című főzőműsor sztárokkal készült különkiadását. A műsor jótékonykodásra szánt fődíját (50 000 dollár) a Pureland Project-nek ajánlotta fel, amely falusi iskolákat épít és működtet Tibetben.

## Magánélete
Feleségével, Victoria Chlebowski-val 1995-ben házasodott össze, három gyerekük van. Családjával Santa Barbarában él. Fia, Vadim egy feltörekvő színész és stand-up humorista, aki a Detroit 1-8-7-ben is szerepelt apja mellett. Michael és felesége Garcsen Rinpocse tibeti buddhista láma tanítványai.
Politikai nézeteit tekintve függetlennek vallja magát, mivel elmondása szerint az amerikai kétpártrendszert korlátozónak érzi. Ennek ellenére a Demokrata Pártra szokott szavazni.
Szabadidejében taekwondózik.
2014-től Imperioli a Greenwich-i Nemzetközi Filmfesztivál (Greenwich International Film Festival) szervezőbizottságának is tagja.

## Szerepei

### Film
| Év   | Magyar cím                       | Eredeti cím                         | Szerep            | Megjegyzés             |
| ---- | -------------------------------- | ----------------------------------- | ----------------- | ---------------------- |
| 1989 | Kőkemény diri                    | Lean On Me                          | George            |                        |
| 1989 |                                  | Alexa                               | Kábítószeres      |                        |
| 1990 |                                  | A Matter of Degrees                 | Zeno asszisztense |                        |
| 1990 | Nagymenők                        | Goodfellas                          | Spider            |                        |
| 1991 | Dzsungelláz                      | Jungle Fever                        | James Tucci       |                        |
| 1992 | A halál prófétája                | Fathers & Sons                      | Johnny            |                        |
| 1992 |                                  | Malcolm X                           | Riporter          |                        |
| 1993 |                                  | Joey Breaker                        | Larry Metz        |                        |
| 1993 | Zűrzavaros éjszakák              | The Night We Never Met              | Mosodai kliens    |                        |
| 1993 |                                  | Household Saints                    | Leonard Villanova |                        |
| 1994 |                                  | Scenes from the New World           | Billy             |                        |
| 1994 |                                  | Touch Base                          | Bennie            | Rövidfilm              |
| 1994 | Két fivér egy zsákban            | Hand Gun                            | Benny             |                        |
| 1994 |                                  | Men Lie                             |                   |                        |
| 1994 | Amatőr                           | Amateur                             | Ajtónálló         |                        |
| 1994 |                                  | Postcards from America              | Szélhámos         |                        |
| 1995 |                                  | Trouble                             | Ellis             | Rövidfilm              |
| 1995 | Bad Boys – Mire jók a rosszfiúk? | Bad Boys                            | Jojo              |                        |
| 1995 |                                  | The Basketball Diaries              | Bobby             |                        |
| 1995 | Nepperek                         | Clockers                            | Jo-Jo nyomozó     |                        |
| 1995 | Flört                            | Flirt                               | Michael           |                        |
| 1995 | Halott pénz                      | Dead Presidents                     | D'ambrosio        |                        |
| 1996 |                                  | Girls Town                          | Anthony           |                        |
| 1996 |                                  | Blixa Bargeld Stole My Cowboy Boots | Johnny            | Rövidfilm              |
| 1995 | Menekülés a pokolból             | The Addiction                       | Misszionárius     |                        |
| 1996 | Édes kis semmiség                | Sweet Nothing                       | Angel             |                        |
| 1996 | Girl 6 - A hatodik hang          | Girl 6                              | Telefonáló        |                        |
| 1996 | Én lőttem le Andy Warholt        | I Shot Andy Warhol                  | Ondine            |                        |
| 1996 | Bárbajnokok                      | Trees Lounge                        | George            |                        |
| 1996 | Az utolsó emberig                | Last Man Standing                   | Giorgio Carmonte  |                        |
| 1997 | Halálos sodrás                   | A River Made to Drown In            | Allen Hayden      |                        |
| 1997 |                                  | The Deli                            | Matty             |                        |
| 1997 | Kiiktatva                        | Office Killer                       | Daniel Birch      |                        |
| 1997 |                                  | Under the Bridge                    |                   |                        |
| 1998 |                                  | Too Tired to Die                    | Fabrizio          |                        |
| 1999 | Sipirc!                          | On the Run                          | Albert DeSantis   |                        |
| 1999 | Egy sorozatgyilkos nyara         | Summer of Sam                       | Midnite           |                        |
| 2000 |                                  | Auto Motives                        | Stud              | Rövidfilm              |
| 2002 | Szerelmi sokszögek               | Love in the Time of Money           | Will              |                        |
| 2003 |                                  | High Roller: The Stu Ungar Story    | Stu Ungar         | Más címe: Stuey        |
| 2004 | Apa lettem, kisapám!             | My Baby's Daddy                     | Dominic           |                        |
| 2004 | Cápamese                         | Shark Tale                          | Frankie           | Rajzfilm; szinkronhang |
| 2007 |                                  | The Inner Life of Martin Frost      | Jim Fortunato     |                        |
| 2007 |                                  | The Lovebirds                       | Vincent           |                        |
| 2008 |                                  | Stóra Planið                        | Alexander         |                        |
| 2009 | Komfortos mennyország            | The Lovely Bones                    | Len Fenerman      |                        |
| 2010 | Szerelem és bizalmatlanság       | Love & Distrust                     | Stud              |                        |
| 2011 |                                  | Stuck Between Stations              | David             |                        |
| 2012 |                                  | Foreclosure                         |                   |                        |
| 2013 | A hívás                          | The Call                            | Alan Denado       |                        |
| 2013 | Vijay és én                      | Vijay and I                         | Micky             |                        |
| 2013 |                                  | Oldboy                              | Chucky            |                        |
| 2014 |                                  | The Scribbler                       | Moss              |                        |
| 2014 |                                  | The M Word                          | Charlie Moon      |                        |
| 2014 |                                  | Cantinflas                          | Michael Todd      |                        |
| 2015 | The Wannabe                      | Alphonse                            |                   |                        |

### Televízió
| Év        | Magyar cím                    | Eredeti cím                              | Szerep                  | Megjegyzés                                                                        |
| --------- | ----------------------------- | ---------------------------------------- | ----------------------- | --------------------------------------------------------------------------------- |
| 1994      | New York rendőrei             | NYPD Blue                                | Duane Rollins           | Televíziós sorozat; 1 epizód                                                      |
| 1997      | Veszélyes küldetés            | New York Undercover                      | Miles Gordon            | Televíziós sorozat; 1 epizód                                                      |
| 1997      |                               | Firehouse                                | O'Connell hadnagy       | Tévéfilm                                                                          |
| 1998      | A maffia tanúja               | Witness to the Mob                       | Louie Milito            | Tévéfilm                                                                          |
| 1999–2007 | Maffiózók                     | The Sopranos                             | Christopher Moltisanti  | Televíziós sorozat Több elismerés és jelölés (Lásd: Díjai és elismerései szakasz) |
| 2000      | Húzd meg, ereszd meg          | Disappearing Acts                        | Vinney                  | Tévéfilm                                                                          |
| 2000      |                               | Hamlet                                   | Rosencrantz             | Tévéfilm                                                                          |
| 2004      | Öten a Mennyországból         | The Five People You Meet in Heaven       | Kapitány                | Tévéfilm                                                                          |
| 2005      | Esküdt ellenségek             | Law & Order                              | Falco nyomozó           | Televíziós sorozat                                                                |
| 2006      | A Simpson család              | The Simpsons                             | Dante, Jr.              | Rajzfilmsorozat; szinkronhang; 1 epizód: A maffiózó, a séf, a feleség és Homer    |
| 2007      |                               | Mitch Albom's For One More Day           | Charley „Chick” Benetto | Tévéfilm                                                                          |
| 2007–2008 | Élet a Marson                 | Life on Mars                             | Ray Carling nyomozó     | Televíziós sorozat                                                                |
| 2010      | Az amerikai tini titkos élete | The Secret Life of the American Teenager |                         | Televíziós sorozat; 1 epizód                                                      |
| 2010      | Mercy angyalai                | Mercy                                    | Harold Pindus           | Televíziós sorozat                                                                |
| 2010      |                               | Detroit 1-8-7                            | Louis Fitch nyomozó     | Televíziós sorozat                                                                |
| 2012      |                               | County                                   | Dr. David Mercer        | Tévéfilm                                                                          |
| 2012      |                               | 40                                       |                         | Tévéfilm                                                                          |
| 2012      | Csajok                        | Girls                                    | Powell Goldman          | Televíziós sorozat; 1 epizód                                                      |
| 2012      | Doktor D                      | Necessary Roughness                      | Jimmy Folkes            | Televíziós sorozat; 1 epizód                                                      |
| 2013      | A hivatal                     | The Office                               | Sensei Billy            | Televíziós sorozat; 1 epizód                                                      |
| 2013      |                               | Nicky Deuce                              | Az orvos                | Tévéfilm                                                                          |
| 2014      |                               | Saint Francis                            | Francis Quinlan         | Tévéfilm                                                                          |
| 2014      |                               | Rake                                     | Alberto Rinaldi         | Televíziós sorozat; 1 epizód                                                      |
| 2014      | Kaliforgia                    | Californication                          | Rick Rath               | Televíziós sorozat; 11 epizód                                                     |
| 2015      |                               | Hawaii Five-0                            | Odell Martin            | Televíziós sorozat; 1 epizód                                                      |
| 2015      |                               | Mad Dogs                                 | Lex                     | Tévéfilm                                                                          |
| 2016      | Lucifer                       | Lucifer                                  | Uriel angyal            | Tévésorozat, a 2. évad néhány epizódjában szerepel                                |

### Videójátékok
| Év   | Eredeti cím | Szerep                        | Megjegyzés             |                                   |
| ---- | ----------- | ----------------------------- | ---------------------- | --------------------------------- |
| 2006 |             | The Sopranos: Road to Respect | Christopher Moltisanti | Szinkronhang és karakter kinézete |

## Rendezései
| Év   | Magyar cím | Eredeti cím   | Megjegyzés                                                                 |
| ---- | ---------- | ------------- | -------------------------------------------------------------------------- |
| 2009 |            | Hungry Ghosts | Rendező és forgatókönyvíró; 1 jelölés (Lásd: Díjai és elismerései szakasz) |

## Díjai és elismerései
Munkásságát több jelöléssel és díjjal jutalmazták.
| Díjai és elismerései |
| --- |
| - Maffiózók - Golden Globe-díj - 2003: Legjobb férfi mellékszereplő (sorozat, minisorozat vagy tévéfilm) - jelölés - 2005: Legjobb férfi mellékszereplő (televíziósorozat, televíziós minisorozat vagy tévéfilm) - jelölés - Emmy-díj - 2001: Legjobb férfi mellékszereplő (drámai tévésorozat) - jelölés - 2003: Legjobb férfi mellékszereplő (drámai tévésorozat) - jelölés - 2004: Legjobb férfi mellékszereplő (drámai tévésorozat) - díjazott - 2006: Legjobb férfi mellékszereplő (drámai tévésorozat) - jelölés - 2007: Legjobb férfi mellékszereplő (drámai tévésorozat) - jelölés - Screen Actors Guild-díj - 2000: Legjobb színtársulati alakítás egy drámasorozatban - díjazott (megosztva: James Gandolfini, Lorraine Bracco, Dominic Chianese, Edie Falco, Robert Iler, Nancy Marchand, Vincent Pastore, Jamie-Lynn Sigler, Tony Sirico, Steven Van Zandt) - 2001: Legjobb színtársulati alakítás egy drámasorozatban - jelölés (megosztva: James Gandolfini, Lorraine Bracco, Dominic Chianese, Drea de Matteo, Edie Falco, Robert Iler, Nancy Marchand, Vincent Pastore, David Proval, Jamie-Lynn Sigler, Tony Sirico, Aida Turturro, Steven Van Zandt) - 2002: Legjobb színtársulati alakítás egy drámasorozatban - jelölés (megosztva: James Gandolfini, Lorraine Bracco, Federico Castelluccio, Dominic Chianese, Drea de Matteo, Edie Falco, Robert Iler, Joe Pantoliano, Steve Schirripa, Jamie-Lynn Sigler, Tony Sirico, Aida Turturro, Steven Van Zandt, John Ventimiglia) - 2003: Legjobb színtársulati alakítás egy drámasorozatban - jelölés (megosztva: James Gandolfini, Lorraine Bracco, Federico Castelluccio, Dominic Chianese, Vincent Curatola, Drea de Matteo, Edie Falco, Robert Iler, Joe Pantoliano, Steve Schirripa, Jamie-Lynn Sigler, Tony Sirico, Aida Turturro, Steven Van Zandt, John Ventimiglia) - 2005: Legjobb színtársulati alakítás egy drámasorozatban - jelölés (megosztva: James Gandolfini, Lorraine Bracco, Steve Buscemi, Dominic Chianese, Vincent Curatola, Drea de Matteo, Jamie-Lynn Sigler, Edie Falco, Robert Iler, Steve Schirripa, Tony Sirico, Aida Turturro, Steven Van Zandt, John Ventimiglia) - 2007: Legjobb színtársulati alakítás egy drámasorozatban - jelölés (megosztva: James Gandolfini, Sharon Angela, Lorraine Bracco, Max Casella, Dominic Chianese, Edie Falco, Joseph R. Gannascoli, Dan Grimaldi, Robert Iler, Steve Schirripa, Jamie-Lynn Sigler, Tony Sirico, Aida Turturro, Maureen Van Zandt, Steven Van Zandt, Frank Vincent) - 2008: Legjobb színtársulati alakítás egy drámasorozatban - díjazott (megosztva: James Gandolfini, Greg Antonacci, Lorraine Bracco, Edie Falco, Dan Grimaldi, Robert Iler, Arthur J. Nascarella, Steve Schirripa, Matt Servitto, Jamie-Lynn Sigler, Tony Sirico, Aida Turturro, Steven Van Zandt, Frank Vincent) - Monte-Carlo TV Festival - 2008: Kiváló férfi színész egy drámasorozatban - jelölés - PRISM-díj - 2009: Egy drámasorozatban nyújtott teljesítményért - jelölés - TV Land-díj - 2008: Szereplő, akit TÉNYLEG nem akarsz felbosszantani kategória - jelölés - The Hungry Ghosts - Rotterdami Nemzetközi Filmfesztivál - 2009: Tiger-díj - jelölés - Vail Filmfesztivál - 2011: Renegade-díj kiváló mozgóképes alakításokért - díjazott |